# Мартин Демичелис
Мартин Гастон Демичелис (шп. Martín Gastón Demichelis) је бивши аргентински фудбалер и репрезентативац. Посједује и италијанско држављанство, а до скоро је био тренер аргентинског великана Ривер Плејта.

## Највећи успеси (као играч)

### Клуб
Ривер Плејт
- Првенство Аргентине (2) : 2002. (Клаусура), 2003. (Клаусура)

Бајерн Минхен
- Првенство Немачке (4) : 2004/05, 2005/06, 2007/08, 2009/10.
- Куп Немачке (4) : 2004/05, 2005/06, 2007/08, 2009/10.
- Лига куп Немачке (2) : 2004, 2007.
- Суперкуп Немачке (1) : 2010.
- Лига шампиона : финале 2009/10.

Манчестер сити
- Премијер лига (1) : 2013/14.
- Лига куп Енглеске (2) : 2013/14, 2015/16.

### Репрезентација
Аргентина
- Светско првенство : финале 2014.
- Куп конфедерација : финале 2005.
- Амерички куп : финале 2015.

## Највећи успеси (као тренер)
Ривер Плејт
- Првенство Аргентине (1) : 2023.
- Трофеј шампиона Аргентине (1) : 2023.
- Суперкуп Аргентине (1) : 2023.